# Musée d'art du Valais
 (août 2023).
Si vous disposez d'ouvrages ou d'articles de référence ou si vous connaissez des sites web de qualité traitant du thème abordé ici, merci de compléter l'article en donnant les références utiles à sa vérifiabilité et en les liant à la section « Notes et références ».
Le Musée d'art du Valais est un musée d’art suisse fondé en 1947 dans la vieille ville de Sion, capitale du canton du Valais, dans les châteaux médiévaux du Vidomnat et de la Majorie. Il occupe à partir de 2025 le château du Vidomnat.
Il abrite une collection d’œuvres axées sur le thème du paysage, des artistes de l'École de Savièse autour de 1900 et de l'art contemporain lié au Valais.

## Historique

### Avant le Musée d'art du Valais
La création d’un musée d’art à Sion est intimement liée à la volonté de préserver le patrimoine historique valaisan. Dès la première moitié du XIXe siècle, le père jésuite Étienne Elaerts exprime ce souci en créant un cabinet des antiquités, intégré au cabinet de physique et d’histoire naturelle créé peu de temps auparavant. En 1883, le Musée de Valère voit le jour. Sa mission est justement la conservation et l’exposition du patrimoine valaisan. Si ce musée est, au départ, surtout destiné à recevoir des objets historiques et archéologiques, le legs d’un lot de dessin de Raphaël Ritz à l’État du Valais en 1936 lance l’idée d’une salle destinée aux beaux-arts au sein du Musée de Valère. Le manque de locaux et les impératifs liés à la Première Guerre mondiale coupent court à ce projet.

### Création du Musée d'art du Valais
En 1940, le peintre Raphy Dallèves, représentant de l’École de Savièse, lègue la majorité de ses œuvres à l’État du Valais et à la Ville de Sion, avec comme condition la création d’un musée portant son nom. La réalisation de ce projet est freinée par l'absence de capital et de lieu. En 1940, l’armée libère le Château de la Majorie, qu’elle occupait depuis le XIXe siècle. Ce château, ancienne résidence principale de l'Évêque de Sion du XIVe au XVIIIe siècle, est aussitôt pressenti pour héberger les toiles de Raphy Dallèves.
Le projet évolue pour devenir le Musée cantonal des beaux-arts. La création du musée est soutenue par plusieurs personnalités, dont Albert de Wolff, artiste, qui deviendra le premier directeur de l'institution, Maurice Zermatten, président de la commission des constructions, André Donnet, chef du service des archives, et Cyrille Pitteloud, conseiller d’État.
En 1947, après des travaux de réaménagement, le Musée cantonal des beaux-arts ouvre ses portes. Il ne s’agit pas d’un musée monographique consacré à Raphy Dallèves. En effet, même si deux salles présentent son legs, bien d’autres artistes sont représentés. Parmi les neuf salles, l'une réunit des paysages de Berthe Roten-Calpini, une autre présente des artistes alors dits « modernes » tels que Ernest Biéler, Edmond Bille et Albert Chavaz, une salle est occupée par de la peinture religieuse et la dernière salle par la peinture du XIXe et les dessins provenant du legs de Raphaël Ritz. La condition du legs de Raphy Dallèves n’est donc pas respectée, ce qui conduira l'État du Valais et la Ville de Sion à restituer une partie du legs à la famille de l'artiste en 1996.

### Albert de Wolff: un musée régional
Artiste cultivé et passionné d’histoire, Albert de Wolff (1916-1978) assume dès 1944 la charge de conservateur du Musée de Valère et du futur Musée cantonal des beaux-arts. Il oriente le musée vers un axe régional. Très actif dans le monde culturel valaisan, il privilégie les expositions d’artistes locaux. En 1973, il ouvre la galerie de la Grange-à-l’Évêque. Cet espace, situé en face du musée d’art, accueillera des expositions d’artistes contemporains jusqu’en 2013, date à laquelle s'y installe le Musée de la nature du Valais.
Le Musée d'art du Valais collabore également avec l’École cantonale des beaux-arts (aujourd’hui École de design et haute école d'art du Valais – EDHEA) en exposant des travaux d’élèves et en octroyant le Prix de la Majorie aux meilleurs d'entre eux. En 1977, le château du Vidomnat est attribué au Musée d'art du Valais, à la suite du départ de l’École d’art du Valais (fondée à Saxon en 1949 et implantée à Sion de 1954 à 1977) et après des travaux de rénovation.
Albert de Wolff acquiert de nombreuses œuvres en lien avec le Valais (artiste ou sujet valaisan), notamment grâce au dépôt de la Confédération ou à celui de la Fondation Gottfried Keller. La constitution d’une collection reste cependant une activité secondaire, l'institution se concentrant sur l’organisation d’expositions temporaires.

### Marie Claude Morand: la fonction didactique des musées cantonaux
Après la mort accidentelle d’Albert de Wolff en 1978, le Musée d'art du Valais vit une phase de transition. Différents remaniements s’étendent jusqu’à la nomination de l'historienne de l'art Marie Claude Morand (*1950) à la tête des Musées cantonaux du Valais en 1984. Durant cette période intérimaire (1979-1984), administrée par l'ethnologue Rose-Claire Schüle (1921-2015), l’accent est mis sur l’inventorisation de la collection du Musée d'art du Valais, précédemment négligée, et sa professionnalisation.
À partir de 1984 et à la suite de l’arrivée en fonction de Marie Claude Morand, « les Musées cantonaux vont assumer pour la première fois une fonction avant tout didactique ». Il s’agit d’inscrire tous les musées cantonaux dans un projet commun, celui de mettre en valeur le patrimoine artistique et historique valaisan. Durant cette période, les responsables des musées cantonaux s’efforcent d’avoir une politique d’exposition cohérente, privilégiant des cycles d’expositions et des variations autour d’un même thème. Pour le Musée d'art du Valais, cela se traduit par une présentation mieux commentée des expositions et par la participation à des expositions transdisciplinaires. L'institution est dirigée par Marie Claude Morand avec les conservateurs historiens de l’art Bernard Fibicher (*1957) de 1983 à 1995, puis Pascal Ruedin (*1963) de 1998 à 2010. En outre, elle se donne aussi pour mission de montrer les recherches artistiques récentes du canton. Des expositions temporaires d’art contemporain sont organisées par Bernard Fibicher. À cette fin, la galerie de la Grange-à-l’Évêque est transformée en centre d’art contemporain.
Entre 2004 et 2011, les six musées cantonaux se regroupent en trois institutions : le Musée d’histoire, le Musée de la nature et le Musée d’art du Valais. Dès 2003, le Réseau Musées Valais est également créé avec, en plus des musées cantonaux, sept institutions partenaires (Musée de Bagnes, Musée valaisan de la Vigne et du Vin, Musée du Lötschental, Jardin botanique alpin Flore-Alpe, Musée d’Isérables, Musée des Bisses et Musée C.C. Olsommer). Il permet d’élaborer des projets de recherche en commun et favorise la conservation des collections.
En 2007, le château du Vidomnat est rénové. Le Musée d'art du Valais prend son nom actuel. Par ailleurs, il accueille depuis cette date le Prix culturel Manor et lance également plusieurs projets d’expositions, dans le contexte de la Triennale d’art contemporain, en partenariat avec l’Association Label’Art.
En 2010, Pascal Ruedin prend la direction du Musée d’art du Valais à la suite d'un remaniement des fonctions au sein des musées cantonaux. Cette même année, les dispositifs « Toucher voir » sont mis en place, grâce au soutien de la Fédération suisse des aveugles et malvoyants (FSA) afin de proposer des visites aux personnes souffrant d’un handicap visuel. Ce projet sera récompensé en 2011 par le Prix suisse de la Canne blanche décerné par l’Union centrale suisse pour le bien des personnes aveugles.

### Le Musée d'art du Valais aujourd'hui
En 2013, Pascal Ruedin est promu au poste de directeur des Musées cantonaux et Céline Eidenbenz (*1978) devient la nouvelle directrice du Musée d’art du Valais. Sous sa direction, l’accrochage permanent est repensé en 2016. Intitulé « Regarder le paysage », le nouveau parcours permet d’adopter un autre point de vue sur les collections à travers différentes thématiques axées autour de la notion de paysage, avec une approche visuelle forte. L’exposition, à l'origine dépourvue des cartels ajoutés en 2022, était accompagné d’un guide de visite trilingue.
À l’occasion de cette nouvelle présentation des collections, l’Association des Amis du Musée d’Art est fondée en octobre 2016. Elle a pour buts principaux de favoriser le développement du musée, de faciliter la restauration et l’acquisition d’œuvres, et d’éveiller l’intérêt du public pour le Musée d’art du Valais.
En 2017, le Musée d'art du Valais fait partie des institutions nominées au Prix du musée européen de l'année 2018.

En juillet 2022, à la suite du départ de Céline Eidenbenz, Laurence Schmidlin (*1982) est nommée directrice du Musée d’art du Valais. Elle commence son mandat en organisant le jubilé des 75 ans de l'institution avec l'exposition « Alabaster », réunissant 44 artistes et s'intégrant à l’accrochage permanent « Regarder le paysage ». Depuis 2025, elle propose un nouveau projet culturel sous la forme de cycles d’expositions annuels, dans une perspective de durabilité, permettant d’explorer les collections du Musée d'art du Valais et de les diffuser auprès des publics.

## Collections

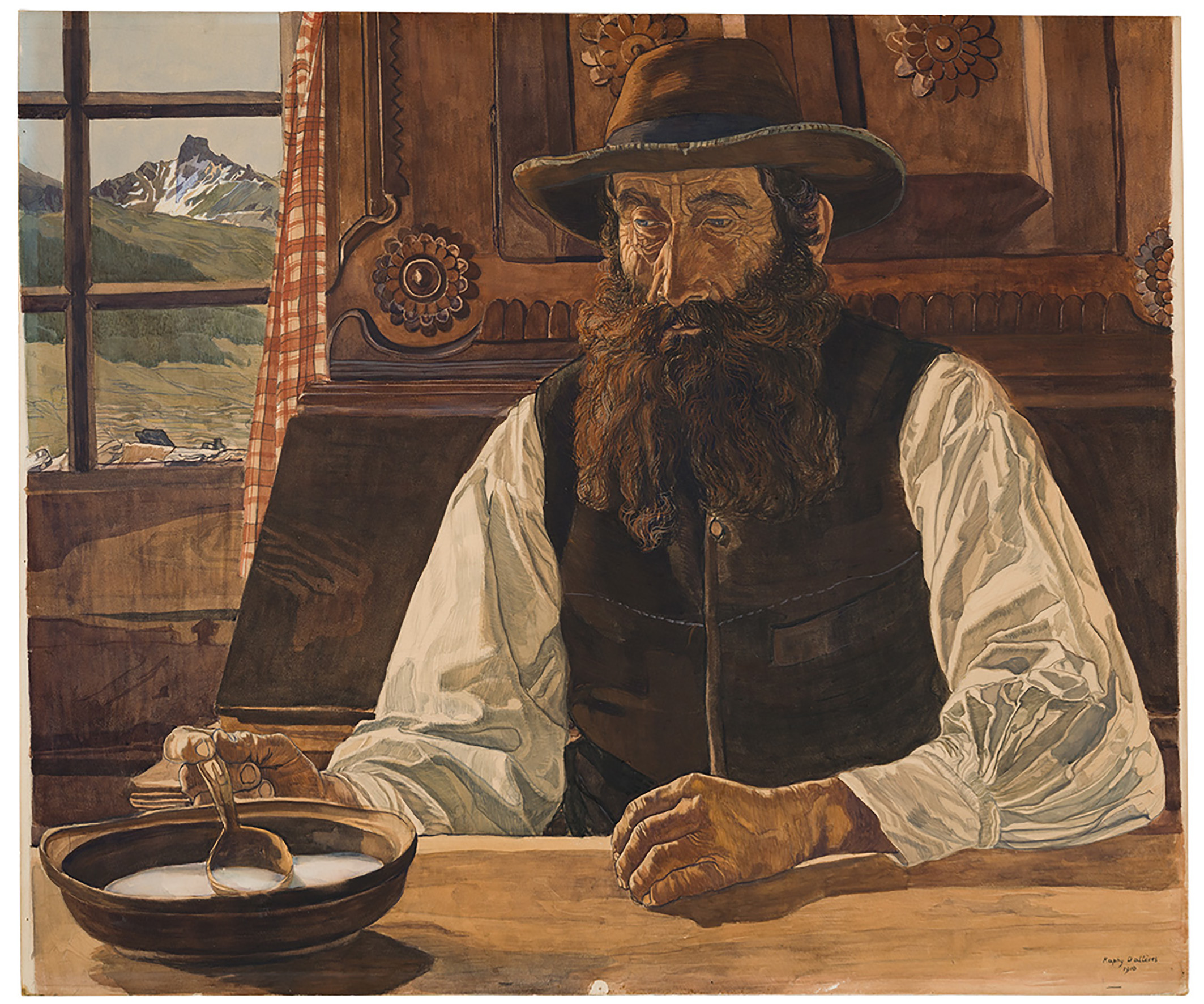
Raphy Dallèves, L'Homme à l'écuelle (1910), gouache, aquarelle et crayon sur carton,, musée d'art du Valais.

En 2022, le Musée d’art du Valais conserve environ 6 000 œuvres, dont 3 000 œuvres sur papier (dessins, estampes, photographies).
La collection n’est pas seulement centrée autour des œuvres de l’« École de Savièse », de ses déploiements Art nouveau autour de 1900 et de la création contemporaine liée au Valais. Une identité axée sur le paysage, de la fin du XVIIIe siècle à nos jours s'est progressivement constituée – avec des œuvres signées par les incontournables peintres de vues alpestres suisses comme Alexandre Calame, François Diday ou Caspar Wolf, mais aussi Ursula Biemann, Julian Charrière ou Hamish Fulton.
La collection se distingue par plusieurs fonds :
- un fonds comprenant les artistes actifs en Valais au XIXe et durant la première moitié du XXe siècle : Ernest Biéler, Edmond Bille, Marguerite Burnat-Provins, Raphy Dallèves, Lorenz Justin Ritz (de), Raphaël Ritz et Édouard Vallet ;
- un fonds d'artistes orthodoxes des décennies d’après-guerre : Leo Andenmatten, Albert Chavaz, Paul Monnier, etc. ;
- un fonds regroupant des artistes ayant joué le rôle d’avant-garde en Valais durant la seconde moitié du XXe siècle : Suzanne Auber, François Boson, Gustave Cerutti, Ángel Duarte, Fernand Dubuis, Josée Pitteloup, Olivier Saudan, Gottfried Tritten, André-Paul Zeller et Pierre-Alain Zuber.

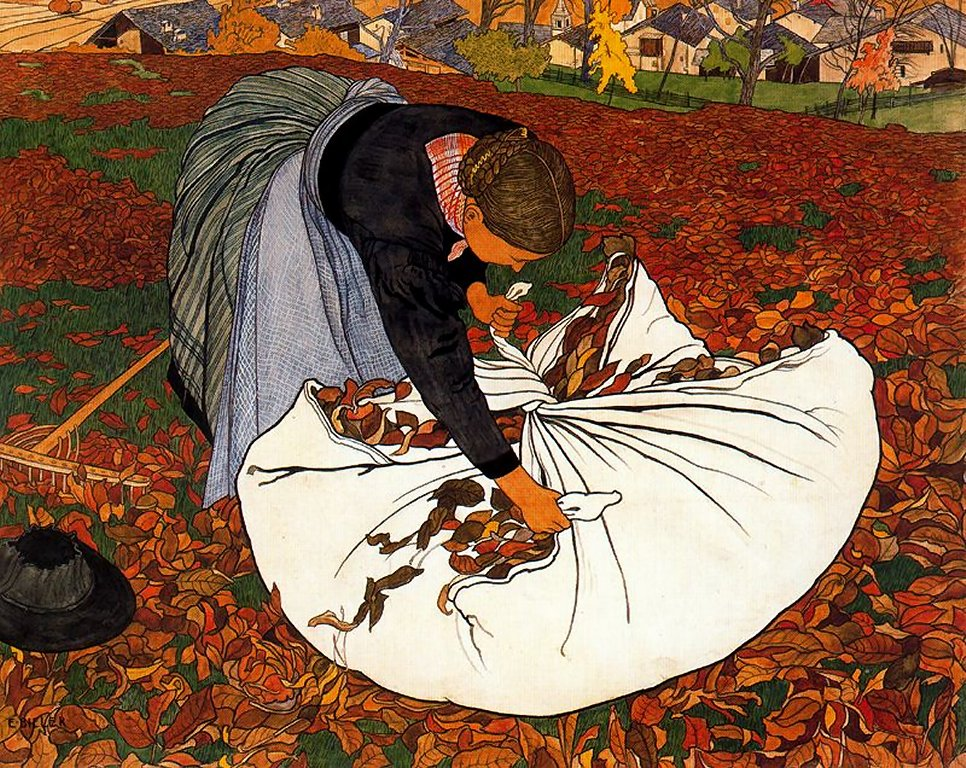
Ernest Biéler, La ramasseuse de feuilles mortes (1909), gouache, aquarelle et crayon sur carton,, musée d'art du Valais

Le Musée d'art du Valais a bénéficié d'importantes donations et legs au fil des ans ainsi que des dépôts, parmi lesquels :
- Le legs de Raphy Dallèves (1878-1940), peintre valaisan, à l’origine de la création du musée en 1947 ;
- Dès 1949, le dépôt de la Fondation Gottfried Keller, avec notamment des œuvres de René Auberjonois et Raphaël Ritz ;
- La collection de l’abbé Henri Bonvin contenant les œuvres de Charles-Frédéric Brun (dit « Le Déserteur »), en 1983 ;
- La donation de la Fondation Michel-Lehner en 2000 (après avoir déposé environ 130 œuvres de l'École de Savièse dès 1989[22]) ;
- En 1991, la donation par la Fondation de famille Jean-Jacques Mercier-de Molin, du parc, des bâtiments et de la collection d’art du château Mercier à Sierre, comprenant un corpus d’œuvre d’Ernest Biéler toujours visible in situ[23] ;
- En 2020, le dépôt de 14 œuvres appartenant à la Werner Coninx Stiftung (René Auberjonois, Alexandre Calame, François Diday, Édouard Vallet, Giovanni Segantini, etc.).
- En 2023, le legs de 45 œuvres (dont certaines de Félix Vallotton, Hans Erni, Eugène Boudin, Bernard Buffet, Serge Poliakoff, Wifredo Lam) et de 15 millions de francs de Brigitte Mavromichalis[24].

Ainsi, depuis les années 2000, le musée met l’accent sur l’art contemporain par l’acquisition de pièces d’artistes valaisans, suisses et internationaux en suivant une « ligne de cohérence d’une collection très typée autour de l’image culturelle du Valais ». On y retrouve la thématique du paysage et plus particulièrement de la montagne, avec l’acquisition d’œuvres de Julian Charrière, Thomas Fletcher, Michel Grillet, Alois Lichtsteiner (de), Walter Niedermayr, Pascal Seiler, Monica Studer et Christoph van den Berg, Marie Velardi, Andrea Wolfensberger (de), parmi d’autres.
Le musée développe aussi sa collection d’art vidéo. Il a acquis ces dernières années les œuvres vidéo d’artistes tels qu’Emmanuelle Antille, Ursula Biemann (en), Eric Hattan, JocJonJosch (en) ou Delphine Reist.

## Expositions
Le Musée d’art du Valais a exposé, entre 1947 et 2025, dans plusieurs lieux. Dans ses propres locaux, les châteaux de la Majorie et du Vidomnat d’une part, mais aussi dans la Grange-à-l’Évêque, espace réservé à l’art contemporain, de 1973 à 2013, dans l’Ancien Pénitencier de Sion (espace investi tour à tour par les trois Musées cantonaux depuis 2000), dans l'Ancienne Chancellerie et d’autres espaces plus ponctuels comme l’église des Jésuites de Sion. Dès 2025, il déploie ses expositions dans le château du Vidomnat. 

### Sous la direction d'Albert de Wolff
Albert de Wolff dirige le Musée d'art du Valais (à l'époque « Musée cantonal des beaux-arts ») de l'ouverture de l'institution en 1947 jusqu'à sa mort accidentelle en 1978. Il favorise essentiellement les artistes régionaux à travers des expositions monographiques, tels qu'Albert Chavaz, Édouard Vallet, Paul Monnier et Charles-Clos Olsommer. Il organise également de nombreuses expositions thématiques ou collectives afin de mettre en valeur le patrimoine valaisan.
Expositions temporaires thématiques ou collectives importantes :
- « Centenaire des arts et métiers de Sion », 25 mai-10 juin 1951. Cette présente 35 artistes, dont Albert Chavaz, Charles Menge et Berthe Roten-Calpini pour les artistes contemporains, et Ernest Biéler, Raphy Dallèves et Raphaël Ritz pour la présentation rétrospective[26].
- « Dix ans de l'École cantonale des beaux-arts », juin 19595. Cette exposition itinérante a également été présentée à Brigue, Sierre, Martigny et Saint-Maurice6.
- « Artistes valaisans contemporains / Walliser Künstler der Gegenwart », 15 juin-15 octobre 1965. Cette exposition a été organisée en collaboration avec l'Association valaisanne des artistes[27].

### Sous la direction de Rose-Claire Schüle et Marie Claude Morand
Durant l’intérim de Rose-Claire Schüle, le Musée d’art du Valais propose presque uniquement des expositions monographiques (dont celles d'Angel Duarte et Fernand Dubuis).
Marie Claude Morand met en place, dès sa nomination en 1984, une politique d’exposition plus dynamique. Elle s’attache notamment à changer l’accrochage permanent chaque deux ans environ.
L’une des expositions les plus importantes de cette période est « Merkzeichen. Das Wallis empfängt 58 Künstler/Repères. Le Valais offre ses sites à 58 artistes suisses » (22 juin-28 septembre 1986). Organisée par Bernard Fibicher, cette exposition contemporaine en plein air a lieu conjointement dans les communes de Brigue, Viège, Sierre, Sion, Martigny, Monthey et Vouvry.

### Sous la direction de Céline Eidenbenz
En 2013, à la suite de la nomination de Pascal Ruedin au poste de directeur des Musées cantonaux du Valais, Céline Eidenbenz reprend la direction du Musée d’art du Valais. En 2016, elle inaugure l’espace « Au Quatrième », situé au quatrième étage des locaux du musée et destiné à accueillir des expositions temporaires, et présente également des projets dans un espace extérieur dit « Le Créneau ».
En 2016 également, elle inaugure l’accrochage permanent « Regarder le paysage », qui présente les œuvres de la collection sous le prisme de la construction du paysage par l’art.
Autres expositions
- « Loop ! L’art vidéo au Musée d’art du Valais », 23 avril-14 août 2016* « Loop ! L’art vidéo au Musée d’art du Valais », 23 avril-14 août 2016[29]
- « Chi va piano. Slow art avec les collections », 18 mai-10 novembre 2019[30].

### Sous la direction de Laurence Schmidlin
En septembre 2024, Le Musée d'art du Valais inaugure le bâtiment rénové de l'Ancienne Chancellerie avec une exposition du duo Lang/Baumann et l'exposition Troposonic de Raphael Stucky, lauréat du Prix Culturel Manor 2024.
En avril 2025, le Musée d'art du Valais inaugure son premier cycle d'expositions, intitulé « Les grands espaces » et présenté jusqu'en janvier 2026. Différents espaces (géographiques, politiques, picturaux), sont abordés au travers de plusieurs œuvres installées de manière pérenne et de trois expositions. Deux d’entre elles – l’une de Magali Dougoud et l’autre de Vivian Suter – ont été spécialement pensées pour les lieux et la troisième se compose d’un accrochage réalisé à partir de la collection du Musée d’art du Valais sur le thème du paysage et de sa représentation aux confins de l’abstraction.

## Publications
- Pascal Ruedin et Marie Claude Morand (dir.), Montagne, je te hais – Montagne, je t’adore : voyage au cœur des Alpes, du XVIe siècle à nos jours, Sion, Musée cantonal des beaux-arts, 2006 (ISBN 978-2-8505-6911-1).
- Pascal Ruedin (dir.), Collectionner au cœur des Alpes. Le Musée d’art du Valais, Sion et Paris, Musée d’art du Valais et Somogy édition d’Art, 2007 (ISBN 978-2-7572-0112-1).
- Pascal Ruedin (dir.), Explosions lyriques. La peinture abstraite en Suisse, 1950-1965, Sion et Berne, Musée d’art du Valais et Benteli, 2009 (ISBN 978-3-7165-1589-1).
- Joëlle Allet : Bon voyage, Sion et Baden, Musée d’art du Valais et Kodji Presse, 2010 (ISBN 978-3-03747-037-4).
- Pascal Ruedin (dir.), L'École de Savièse : une colonie d'artistes au cœur des Alpes vers 1900, Sion et Milan, Musée d'art du Valais et 5 Continents, 2012 (ISBN 978-2-88426-071-8 et 978-88-7439-568-2).
- Céline Eidenbenz (dir.), En marche. Faire un pas c’est faire un choix, Sion et Berne, Musée d’art du Valais et Till Schaap Edition, 2017 (ISBN 978-3-03878-010-6).
- (fr + de) Céline Eidenbenz (dir.), Regarder le paysage, Sion et Milan, Musée d'art du Valais et 5 Continents Editions, 2019 (ISBN 978-88-7439-900-0).
- (fr + de) Céline Eidenbenz (dir.), Raphael Ritz : Fabrique d’un Valais exotique, Sion et Zurich, Musée d’art du Valais et Scheidegger & Spiess, 2021 (ISBN 978-3-03942-033-9).
- Sabina Lang/Daniel Baumann et Laurence Schmidlin, L/B. Savoir-faire sans panique, Sion, Musée d'art du Valais, 2024, élu parmi les vingt plus beaux livres d'art de Suisse 2024[34]
- (fr + de + en) Laurence Schmidlin et Maelle Tappy (dir.), Selma Meuli, Salomé Voegelin, Chris Regn et Muda Mathis, Raphael Stucky. Humification, Musée d'art du Valais, Sion, edition fink, Zürich, 2024, 96 p. (ISBN 978-3-03746-273-7)
- (fr + de) Laurence Schmidlin (dir.), Atout cœur. Legs de / Nachlass von Brigitte Mavromichalis, Sion, Musée d'art du Valais, Zürich, Scheidegger&Spiess, 2025, 136 p. (ISBN 978-3-03942-259-3)